# イナゴマメ
イナゴマメ（蝗豆、学名: Ceratonia siliqua）は、地中海地方原産のマメ科ジャケツイバラ亜科の常緑高木。
ギリシア語でイナゴマメの実をκεράτιων（kerátiōn：「動物の角」の意味のκέρας[keras]に由来、属名Ceratoniaもこれによる）といい、カラットcaratはこのギリシア語名による。イナゴマメという和名は英語でその種子を指すLocust beanの訳。

## 特徴
高さは10 m以上になる。地中海沿岸のような温暖な土地でよく育ち、乾燥に耐える。
葉は偶数羽状複葉で全体は長さ20 cmほど、互生する。
雌雄異花で、普通は雌雄異株。花は秋に咲き、赤いが花弁はなく、総状花序となって枝または幹に付く。果実は角張って細長い豆果で、動物の角あるいはイナゴを思わせる形をしている。熟すのに丸一年ほどかかる。

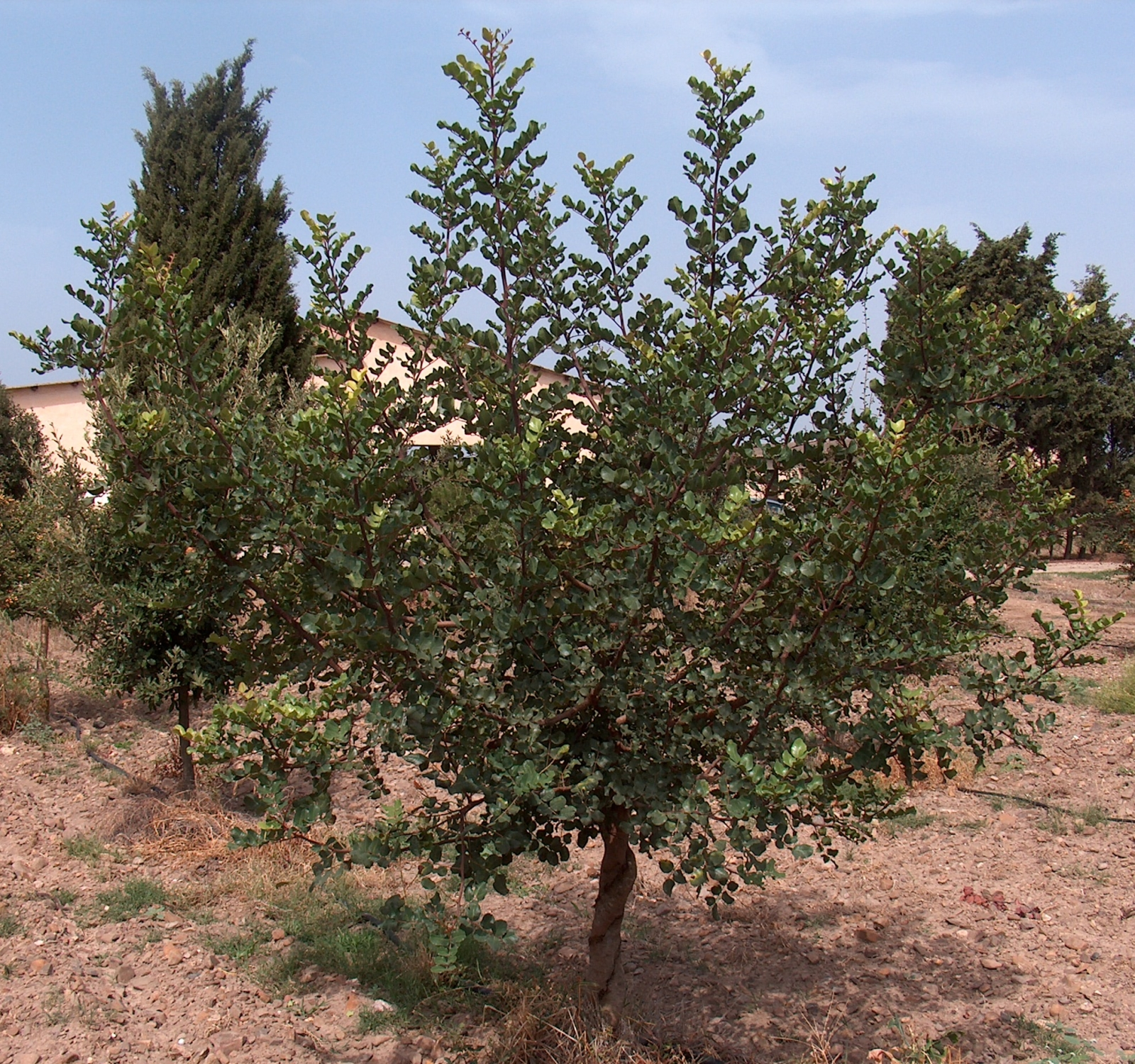
木
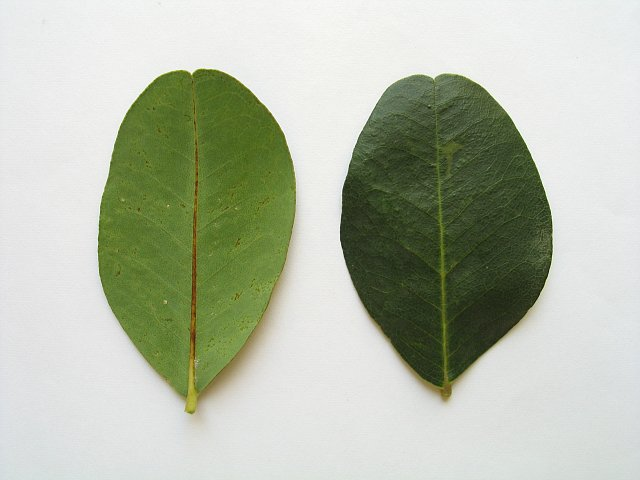
葉
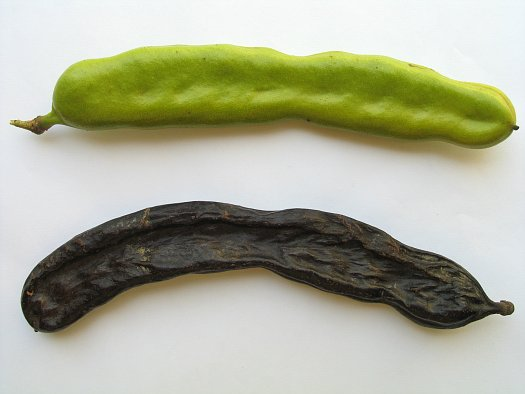
実

## 利用
豆の莢、果肉、または種子が食用、飼料、食品原料などに利用される。特に莢と果肉がキャロブ（英語: carob；アラビア語: Kharūb、ヘブライ語: Charuvから）と呼ばれる。
莢の中には黒い果肉と種子がある。果肉は糖分を含んで甘く、そのまま、または乾して食用あるいは食品原料にする。種子は飼料にすることが多いが、コーヒーの代わりにもされる。特に多糖類からなるローカストビーンガム Locust bean gum を多量に含むため、これを抽出し増粘安定剤として食品添加物や化粧品原料などにする。
また、イナゴマメの鞘から抽出されるピニトールには、血糖値の改善効果が期待できる。
現在は地中海沿岸の他にアメリカ大陸などでも栽培される。

## 歴史・文化
イナゴマメは地中海東部で古代から食用にされ、古代エジプトでも甘味料として用いられた。サトウキビが利用される以前は砂糖の原料として最も重要であった。乾したイナゴマメは、ユダヤ人の祭日トゥ・ビシュヴァット（樹木の新年：新年の植樹祭）にアーモンドや干しブドウとともに食べられている。種子や鞘は主に動物の飼料とされた。
イナゴマメは新約聖書の各福音書とタルムードに言及されている。新約聖書時代、豆の収穫後、甘味のある鞘は昼間子供達が外で食べるようにと持たされ、また家畜の飼料でもあった。「放蕩息子のたとえ話」（ルカ福音書15:16）では、放蕩息子は財産を使い果たした後　飢えて「飼料である鞘」さえ食べられなくなり父の元に戻る。また、新約聖書の福音史家たちは洗礼者ヨハネが荒野でイナゴと「野の蜜」（イナゴマメの鞘がそう呼ばれた）を食べたと記述している。（福音書（マタイ3:4、マルコ1:6）の記述では「イナゴ（ギリシア語 ἀκρίς ）と野の蜜＝イナゴマメの鞘」とされている）。ヨーロッパの多くの言語ではこの鞘を「ヨハネ（洗礼者ヨハネ）のパン」と呼び、その豆を挽いて得た粉は「ヨハネのパンの種の粉」を意味する名称で増粘安定剤、ゲル化剤として利用されている。
またイスラム教のラマダーンの時期にはイナゴマメから作った飲料が飲まれている。
イナゴマメの乾燥種子の重さは約0.2 gほどで均一なため、重さの単位カラットの語源ともなったとされる。しかし、実際にイナゴマメを個別に電子天秤はかりで計量すると、0.10gから0.25gの間でかなりのばらつきがあり均一ではない。
このことから、イナゴマメが宝石の取引に用いる分銅として機能したかどうかは疑わしい。しかし、何らかの理由により取引の道具に利用されたことは推察できる。